# Kayla McBride
Kayla McBride (Erie, 25 giugno 1992) è una cestista statunitense, professionista nella WNBA.

## Carriera
È stata selezionata dalle San Antonio Stars al primo giro del Draft WNBA 2014 (3ª scelta assoluta).

## Palmarès
- WNBA All-Rookie First Team (2014)